# Wolfgang Vogt (Politiker, 1929)

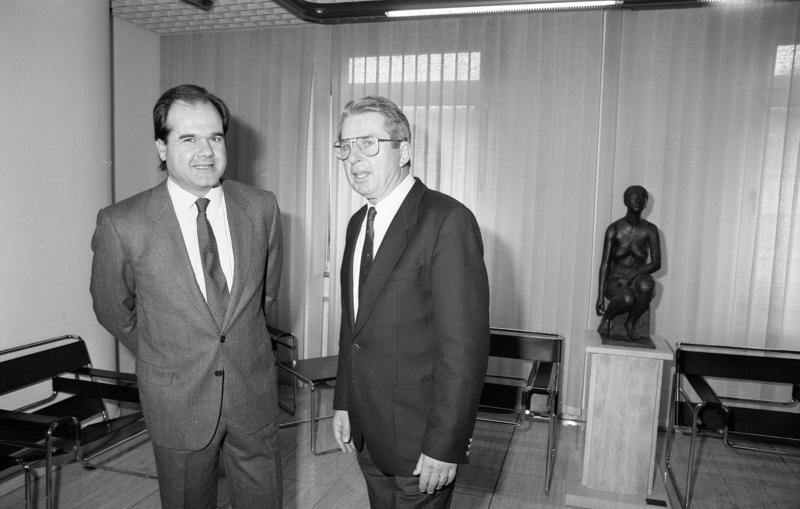
Wolfgang Vogt (rechts) 1989 mit dem spanischen Arbeitsminister Manuel Chaves in Bonn

Wolfgang Vogt (* 1. Dezember 1929 in Schirgiswalde; † 12. Dezember 2006 in Düren) war ein deutscher Politiker (CDU). Er war Mitglied des Deutschen Bundestages, Oberbürgermeister der Stadt Düren und amtierte als Parlamentarischer Staatssekretär beim Bundesminister für Arbeit und Sozialordnung.

## Leben und Beruf
Nach dem Abitur 1949 an einer Oberschule in Bautzen flüchtete der in Sachsen als Sohn von Hedwig Vogt, geborene Löbmann, und des Schuhmachermeisters Josef Vogt, geborene Wolfgang Vogt am 1. Februar 1950 aus politischen Gründen aus der damaligen DDR nach West-Berlin und absolvierte ab 1950 ein Studium der Wirtschafts- und Sozialwissenschaften an der Universität zu Köln, welches er 1956 als Diplom-Volkswirt beendete. Anschließend war er wissenschaftlicher Mitarbeiter am Soziologischen Seminar der Universität zu Köln. Er arbeitete als Verbandsbildungsreferent bei der Katholischen Arbeitnehmer-Bewegung (KAB) und als Dozent am Katholisch-Sozialen Institut des Erzbistums Köln in Bad Honnef. 1959 wurde er Chefredakteur der KAB-Zeitung, dem Organ der Katholischen Arbeitnehmer-Bewegung, früher der Ketteler-Wacht. In den 1960er Jahren zog Vogt nach Düren.
Wolfgang Vogt war katholisch, verheiratet ab 1967 mit Gabriele Vogt, geborene Geyer, und Vater zweier Kinder, darunter seine Tochter Isabelle.

## Politik
Nach seinem Eintritt in die CDU 1946 war Vogt bis 1949 hauptamtlicher Mitarbeiter der Partei in Bautzen in Ostsachsen. Danach gehörte er im Westen mehrere Jahre dem Landesvorstand der CDU in Nordrhein-Westfalen an und war von 1975 bis 1995 Landesvorsitzender der Christlich-Demokratischen Arbeitnehmerschaft (CDA) in Nordrhein-Westfalen. Vogt war vom 20. Oktober 1969 bis zum 26. Oktober 1998 über volle acht Wahlperioden Mitglied des Deutschen Bundestages. Hier gehörte er als Vorsitzender der Arbeitsgruppe „Arbeitnehmer“ vom 26. Juni 1981 bis zum 14. Oktober 1982 sowie erneut ab dem 21. Mai 1996 bis zu seinem Ausscheiden aus dem Parlament dem Vorstand der CDU/CSU-Bundestagsfraktion an.
Wolfgang Vogt ist 1969 und 1994 über die Landesliste der CDU in Nordrhein-Westfalen und sonst stets als direkt gewählter Abgeordneter des Wahlkreises 56 (Düren) in den Bundestag eingezogen. Von 1972 bis 1989 gehörte Vogt daneben dem Rat der Stadt Düren an.

## Öffentliche Ämter
Ab 1972 war Vogt Ratsmitglied von Düren. Von 1972 bis 1983 amtierte er als ehrenamtlicher Oberbürgermeister bzw. Bürgermeister der Stadt Düren (während seiner Amtszeit wurde 1976 der Amtstitel „Oberbürgermeister“ in „Bürgermeister“ geändert). Am 4. Oktober 1982 wurde Vogt zum Parlamentarischen Staatssekretär beim Bundesminister für Arbeit und Sozialordnung Norbert Blüm (CDU) ernannt und trat das Amt 1983 an. In Folge der Regierungsneubildung nach der Bundestagswahl 1990 wurde er nicht mehr berufen und schied am 24. Januar 1991 aus dem Amt.

## Wirken
Zusammen mit Karl-Albert Eßer verfasste er die „Zwölf christlich-sozialen Gebote“, die die Christliche Soziallehre und den Menschen in den Vordergrund der Politik stellen.

## Ehrungen
Vogt wurde auf Grund seiner Verdienste zum Ehrenvorsitzenden der Dürener CDU ernannt. Für sein politisches Wirken wurde ihm im Jahr 2000 der Stern zum bereits 1985 überreichten Großen Verdienstkreuz des Verdienstordens der Bundesrepublik Deutschland verliehen. Im Jahr 1998 wurde Wolfgang Vogt der Heinrich-Brauns-Preis des Bistums Essen für sein Engagement um die katholische Sozialordnung und die christlich-soziale Bewegung verliehen. 2004 folgte der Ehrenring der Stadt Düren.

## Buchveröffentlichungen
- Zwölf christlich-soziale Gebote.
- Der Staat in der Soziallehre der Kirche. 1967